# بنية الدليل
(بالإنجليزية: Directory structure)‏ وهي في الحوسبة طريقة لإظهار نظام الملفات لاي نظام تشغيل بشكل معين لأي مستخدم للحاسب وتظهر الملفات بشكل شجري هرمي.

## ويندوز، دوس وأوس / 2
في دوس وويندوز ز أو إس / 2 يكون الدليل الجذر هو «دريف: \»، على سبيل المثال، الدليل الجذر هو عادة "c: \".